# Новозаветные сюжеты в живописи

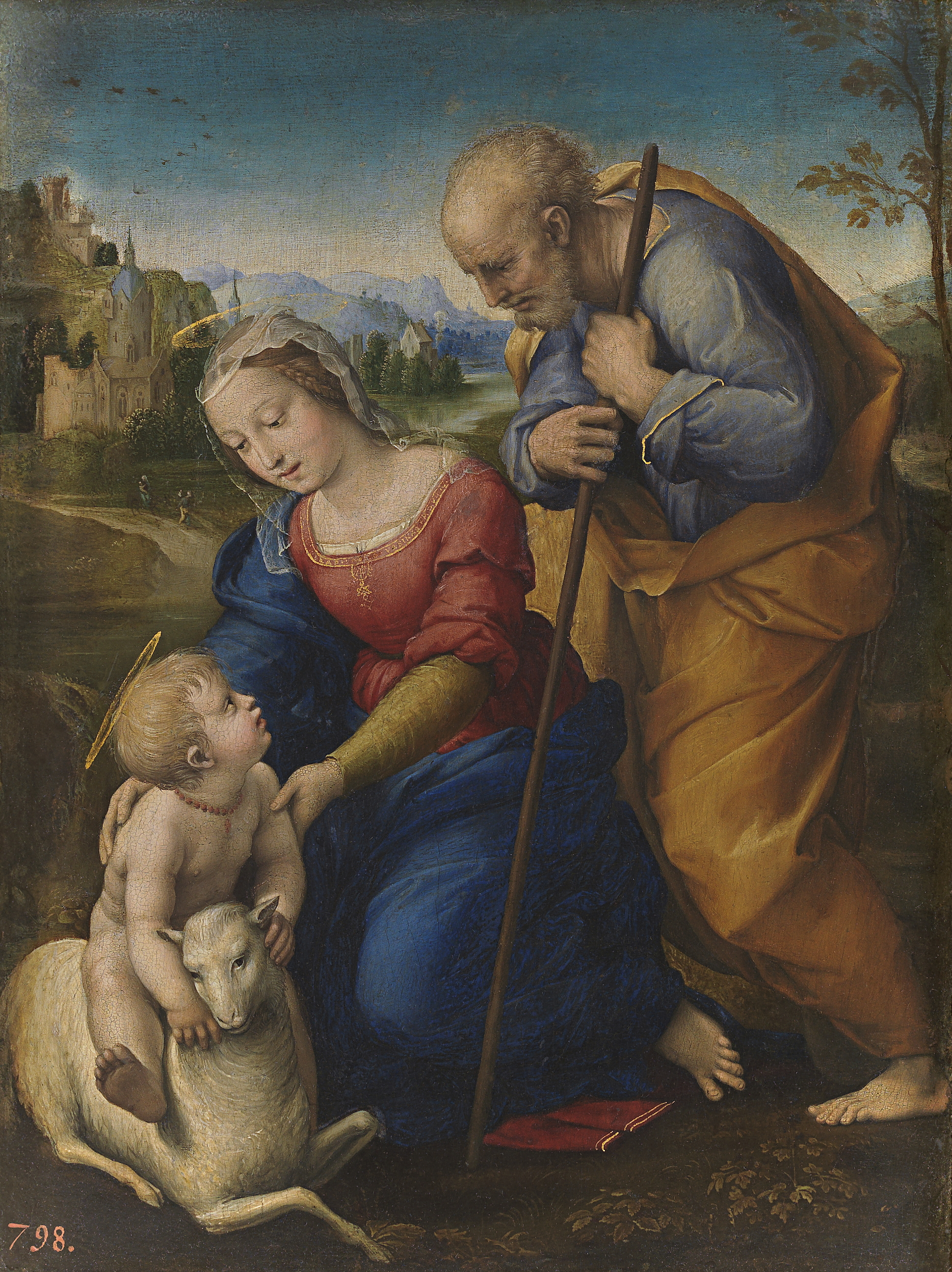
Святое семейство с агнцем, Рафаэль, 1510

События Нового Завета служили источником вдохновения многих живописцев. Отчасти они продолжают традиции средневековой иконописи, отчасти вдохновлены самими текстом Библии. Преломление новозаветных сюжетов в живописи иллюстрирует не только сам Новый Завет, но и те эпохи, в рамках которых были выполнены эти картины. Новозаветные сюжеты составляют часть библейских сюжетов. В свою очередь, значительную часть новозаветных сюжетов составляют евангельские сюжеты, связанные с обстоятельствами жизни Иисуса Христа.

## Евангелисты и их символы
Матвей, Марк, Лука и Иоанн — авторы четырёх канонических евангелий — важные фигуры для христианского искусства. Примерно с четвёртого века н. э. известны их символические изображения в виде четырёх крылатых существ: человека (ангела), льва, тельца и орла (или единого существа с четырьмя лицами — тетраморфа). Источником такого символизма являются видения пророка Иезекииля и Откровение Иоанна Богослова.

## События предшествовавшие рождению Иисуса
- Благовещение — Фра Анжелико (1450), да Винчи (1475), Тициан (1565), Росетти (1850)
- Обручение Марии — Рафаэль (1504)

## Иисус Христос
- Детство Иисуса:
  - Поклонение волхвов — Леонардо да Винчи (1481), Босх (1510)
  - Святое семейство (в том числе Бегство в Египет) — Рафаэль (1507), Эльсхаймер (1609)
  - Иисус в Храме — Хант (1860)
- Крещение Господне — Верроккьо (1475), Иванов (1857)
- Брак в Кане Галилейской — Веронезе (1563)
- Искушение Христа — Крамской (1872)
- Призвание Матфея — Караваджо (1599)
- Динарий кесаря — Тициан (1516)
- Помазание Иисуса миром — Сэндис (1860)
- Тайная вечеря — Леонардо да Винчи (1498), Тинторетто (1592), Дали (1955)
- Страсти Христовы
  - Поцелуй Иуды — Караваджо (1602)
  - Отречение апостола Петра — Рембрандт (1660)
  - Суд Синедриона — Ге (1892)
  - Суд Пилата — Босх (1485), Тициан (1543), Ге (1890)
  - Терновый венец — Тициан (1543)
  - Крестный путь — Босх (1516), Рафаэль (1517), Тициан (1565)
  - Распятие Христово — Рубенс (1610), Гоген (1889), Дали (1954)
  - Снятие с креста, Христос во гробе — ван дер Вейден (1440), Рафаэль (1507), Гольбейн (1522), Рубенс (1612)
- Ужин в Эммаусе — Караваджо (1606)
- Неверие Фомы — Караваджо (1602)

## Образы Апокалипсиса
Откровение Иоанна Богослова стоят особняком среди других книг Евангелия. Средневековые списки апокалипсиса, иллюстрированные книжными миниатюрами, ставшие особенно популярными на рубеже первого тысячелетия нашей эры (хотя наиболее ранний из сохранившихся, Трирский Апокалипсис, создан около 800 года в Северной Франции) открыли для европейского искусства романской и готической эпох тему страха перед концом света и адом, занявшую существенное место в религиозном искусстве средневековья.
Тему Апокалипсиса затронули в своих творениях такие великие европейские художники, как Микеланджело, Эль Греко, Альбрехт Дюрер и многие другие.
- Апокалипсис — Босх (1505)